# برگ‌نمدی پاکستانی
برگ نمدی پاکستانی (نام علمی: Abutilon bidentatum) نام یک گونه از برگ نمدی است.